# Alberto Bensión
Alberto Bensión Salinas (Montevideo, 26 de abril de 1940) es un contador público y político uruguayo.

## Carrera
Graduado en la Universidad de la República con el título de Contador Público.
De dilatada actuación profesional, llegó a presidir la Asociación de Bancos del Uruguay.
Militante en el Partido Colorado, adherente de la Lista 15, en las elecciones de 1989 acompañó la candidatura de Jorge Batlle Ibáñez en calidad de asesor en materia económica. Lo siguió acompañando en posteriores instancias, y en 1999 Batlle resulta ungido Presidente de la República. Así, Bensión es nombrado Ministro de Economía y Finanzas, y asume su cargo el 1 de marzo de 2000.
El 24 de julio de 2002, en medio de una grave crisis económica y social y serios cuestionamientos desde casi todo el espectro político, debió renunciar al cargo, siendo sustituido por Alejandro Atchugarry.

### Documental
Bensión es una de las figuras entrevistadas en el documental de 2024 dirigido por Federico Lemos Jorge Batlle, entre el cielo y el infierno.

## Familia
Bensión se casó con María Zulema Mallo. Su hija Marcela es economista,y se desempeña al 2020 en la Dirección de Política Económica del Ministerio de Economía y Finanzas.